# Jardin botanique de l'université de Turku
Le Jardin botanique de l'université de Turku (finnois : Turun kasvitieteellinen puutarha) est un jardin botanique situé dans l'île de Ruissalo à Turku en Finlande.
Il est la propriété de l'université de Turku.

## Présentation
Le jardin a été construit en 1924, trois ans après la fondation de l'université, à Iso-Heikkilä, d'où il a été déplacé en 1956 vers son emplacement actuel à Ruissalo.
Le jardin a une collection végétale d'environ 5 000 espèces et variétés différentes, dont plus de 2 000 sont réparties dans six serres.
Outre les serres, le jardin botanique comprend un jardin extérieur.
Les serres comprennent la serre succulente, la salle d'araucaria, le jardin d'hiver, le climat tropical du nouveau monde, le climat tropical de l'ancien monde et le climat méditerranéen.
Environ 40 000 visiteurs visitent le jardin botanique chaque année.[4]
La fonction principale du jardin est d'aider la recherche et l'enseignement du département de biologie, mais il est également ouvert au public.
Les serres actuelles du jardin ont été conçues par l'architecte Jarmo Saarinen en 1998.

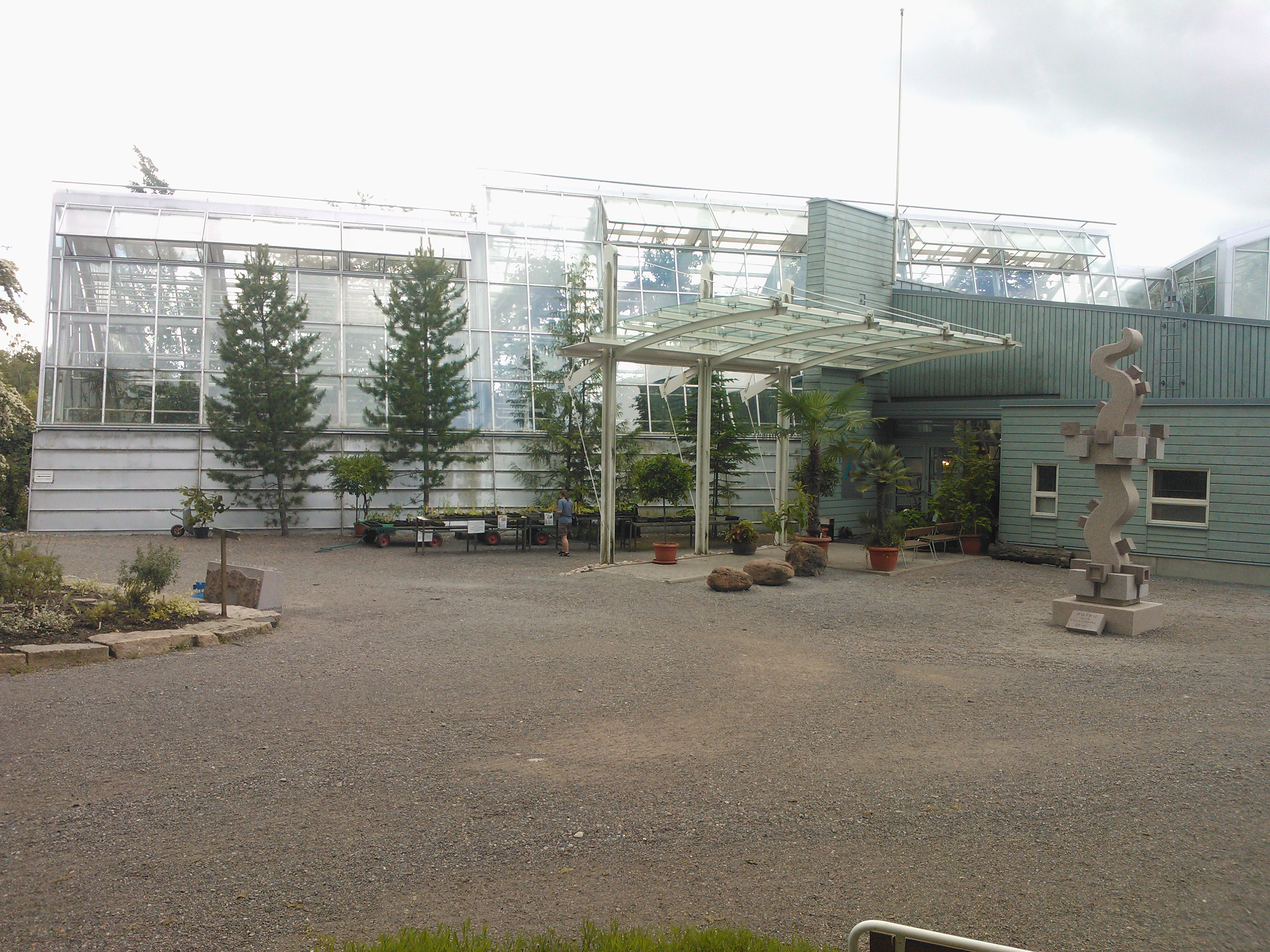
Bâtiment principal.